# فرنسيسكو غراندي
فرنسيسكو غراندي (بالإسبانية: Francisco Grande Covián)‏ (و. 1909 – 1995 م) هو طبيب، وعالم، وباحث، وأستاذ جامعي، واخصائي تغذية إسباني، ولد في كولونغا، توفي في مدريد، عن عمر يناهز 86 عاماً.

## التعليم
تعلم في Universidad Central ‏.

## جوائز
حصل على جوائز منها:
- الدكتوراة الفخرية من جامعة بلد الوليد (1992)[7]
- الصليب الأعظم للنيشان المدني لألفونسو العاشر الحكيم (1983)[8]
- ميدالية الشرف للترويج للاختراع  [لغات أخرى]‏ (1982)[9][10]
- الدكتوراة الفخرية من جامعة أبيط (1981)[11]
- دكتوراه فخرية، عن عمل: جامعة مدريد المستقلة
- دكتوراه فخرية، عن عمل: جامعة بلد الوليد.